# Ӧ (кирилиця)
Ӧ, ӧ — кирилична літера, утворена від О. Вживається в удмуртській, марійській, алтайській, хакаській, мові комі. 

## Фонетичне значення
- В курдській позначає огублений голосний заднього ряду високого піднесення /u/.
- В хакаській та алтайській позначає огублений голосний переднього ряду високо-середнього піднесення /ø//
- В марійській позначає огублений голосний переднього ряду низько-середнього піднесення /œ/.
- В мові комі позначає шва /ə/.
- В удмуртській позначає Неогублений голосний заднього ряду низько-середнього піднесення /ʌ/.